# Ryszard Malinowski (prawnik)
Ryszard Malinowski' (ur. 7 marca 1931 w Warszawie, zm. 21 października 1991) – polski prawnik, profesor nauk prawnych, specjalizujący się w prawie administracyjnym.

## Życiorys
W 1953 roku ukończył studia na Wydziale Prawa Uniwersytetu Warszawskiego. Rok później rozpoczął pracę w Katedrze Prawa Administracyjnego UW. W 1960 roku na podstawie pracy Rola rad narodowych w kierownictwie państwowym rolniczymi spółdzielniami produkcyjnymi uzyskał stopień doktora, a w 1966 roku habilitował się na podstawie dorobku naukowego oraz rozprawy Państwo a spółdzielczość – środki prawne włączania spółdzielczości w system gospodarki planowej PRL. W 1970 roku został kierownikiem Zakładu Zarządzania Gospodarką Narodową. W latach 1973–1974 był wicedyrektorem Instytutu Zarządzania UW, a w latach 1978–1983 – dyrektorem Instytutu Nauk Prawno Administracyjnych Wydziału Prawa i Administracji UW. W 1975 roku został kierownikiem Zakładem Prawa Administracyjnego Porównawczego i Gospodarczego. Ponadto w latach 1971–1972 był prodziekanem Wydziału Prawa i Administracji UW.
Specjalizował się w prawie spółdzielczym i administracyjnym. Należał do Polskiej Zjednoczonej Partii Robotniczej.
Został odznaczony Krzyżem Kawalerskim Orderu Odrodzenia Polski.

## Ważniejsze publikacje
- Rola rad narodowych w kierownictwie państwowym rolniczymi spółdzielniami produkcyjnymi (1962)
- Państwo a spółdzielczość: środki prawne włączania spółdzielczości w system gospodarki planowej w PRL (1966)
- Węzłowe problemy prawa administracyjnego w zarządzaniu gospodarką państwową (1974)
- Reforma gospodarcza – zagadnienia administracyjnoprawne (1986)
- Prawo administracji gospodarczej (1989; praca zbiorowa pod red. R. Malinowskiego)